# Цихов
Цихов (нем. Zichow) — община в Германии, в земле Бранденбург.
Входит в состав района Уккермарк. Подчиняется управлению Грамцов. Население составляет 617 человек (на 31 декабря 2010 года). Занимает площадь 32,15 км².

## Население
| Год  | Численность | Численность |
| ---- | ----------- | ----------- |
| 2017 | 565         | [ 1 ] [ 2 ] |
| 2019 | 561         | [ 5 ]       |
| 2021 | 540         | [ 6 ]       |
| 2022 | 525         | [ 7 ]       |
| 2023 | 516         | [ 3 ]       |

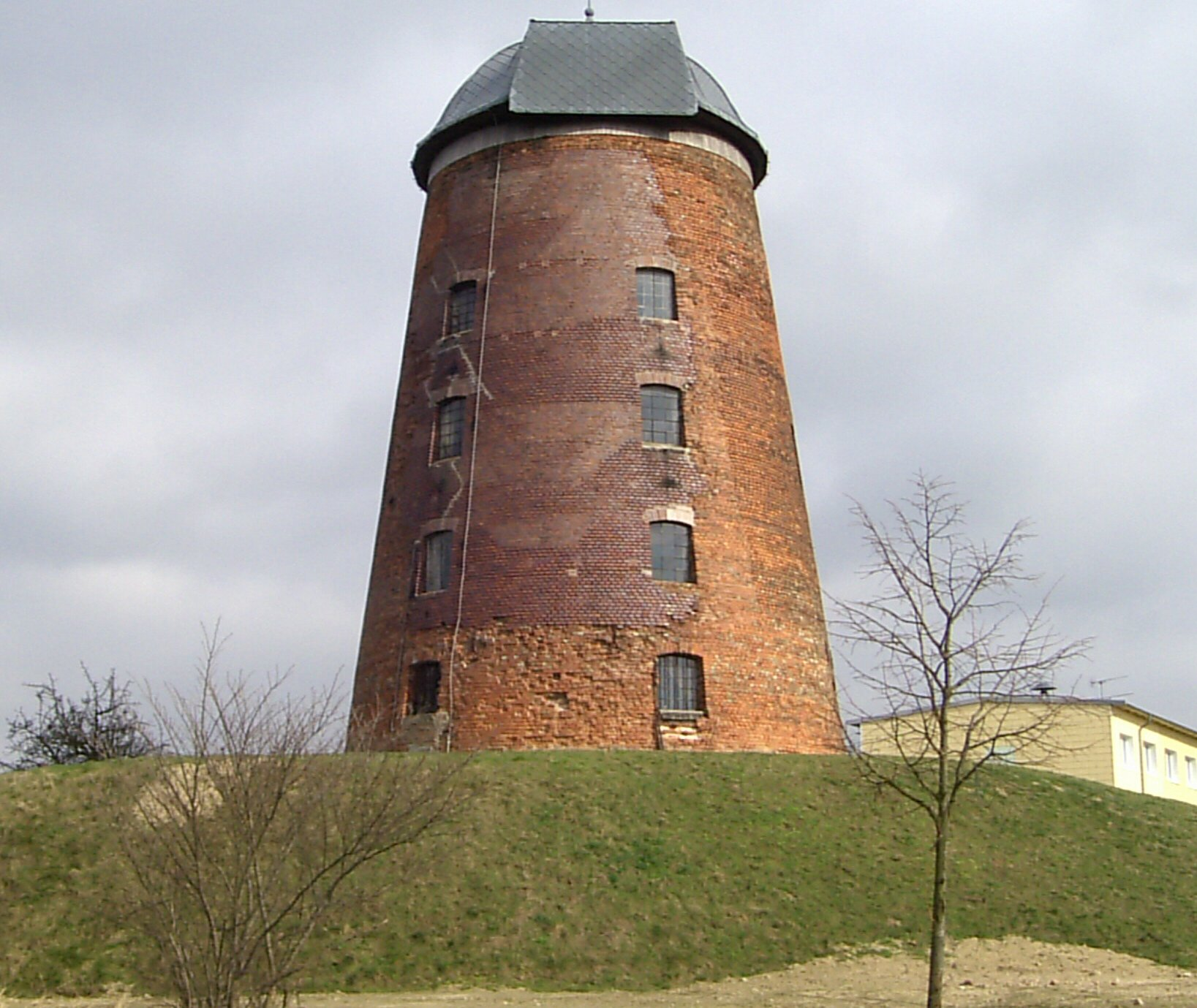
Zichower Mühle
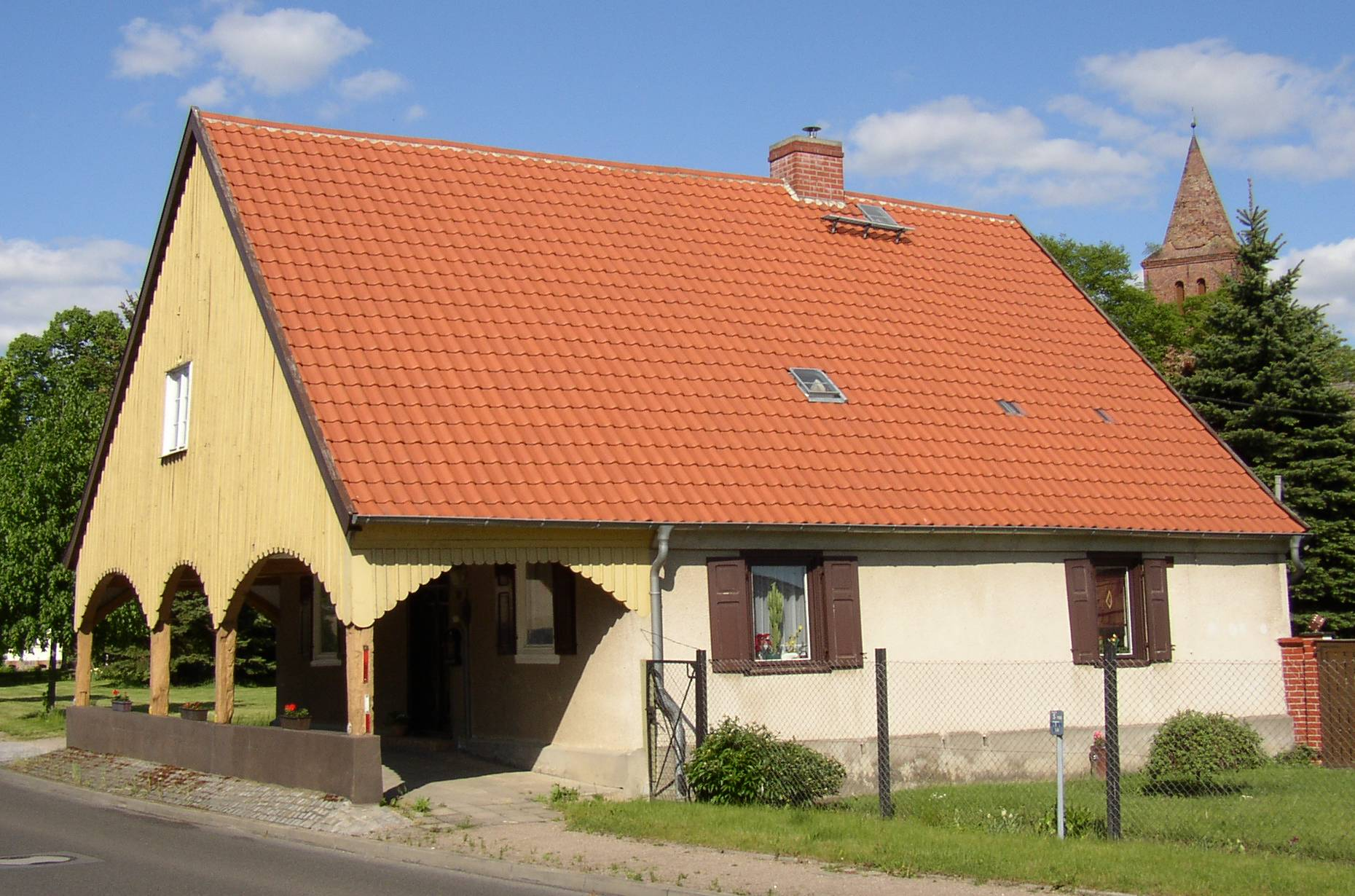
Vorlaubenhaus in Zichow
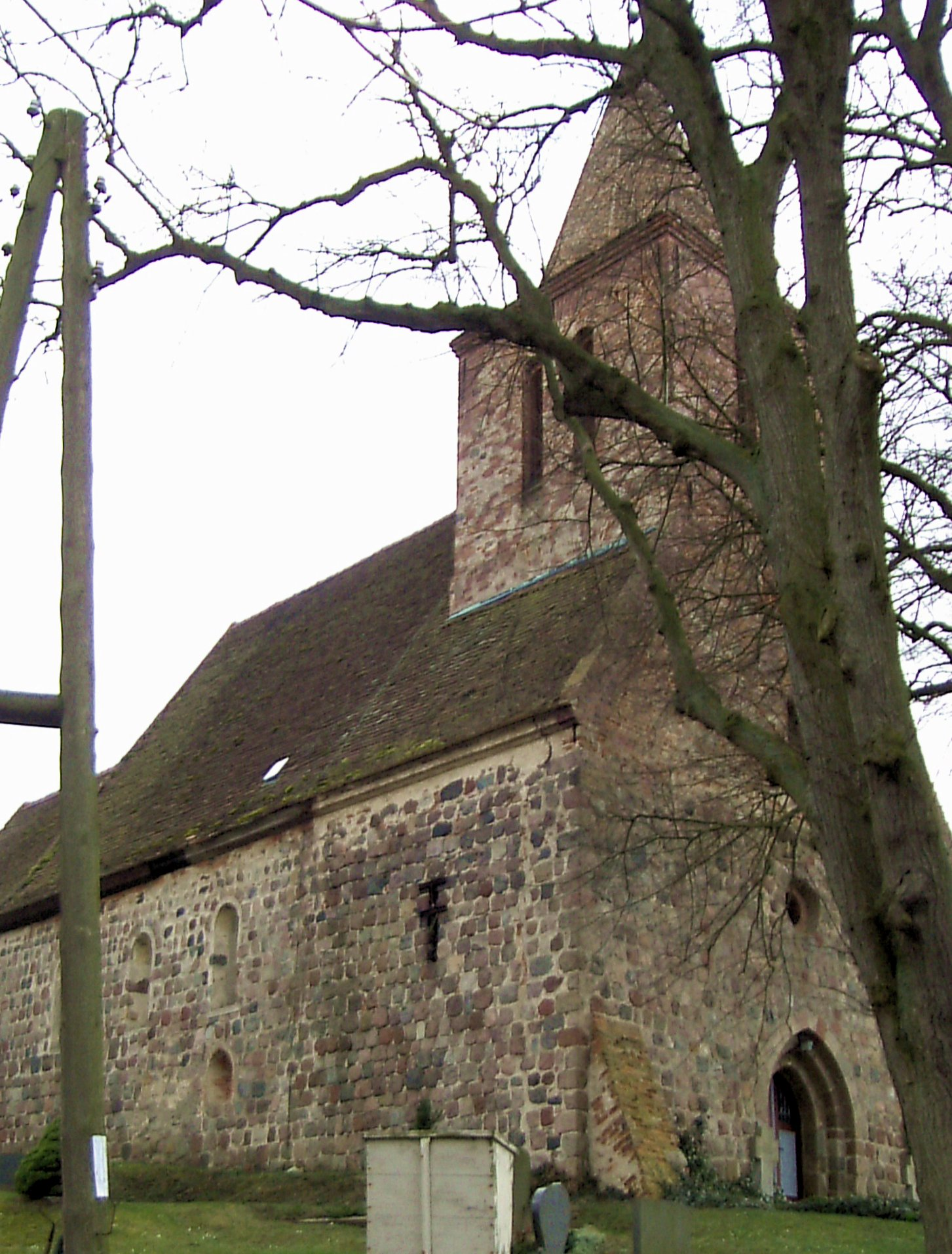
Zichower Kirche
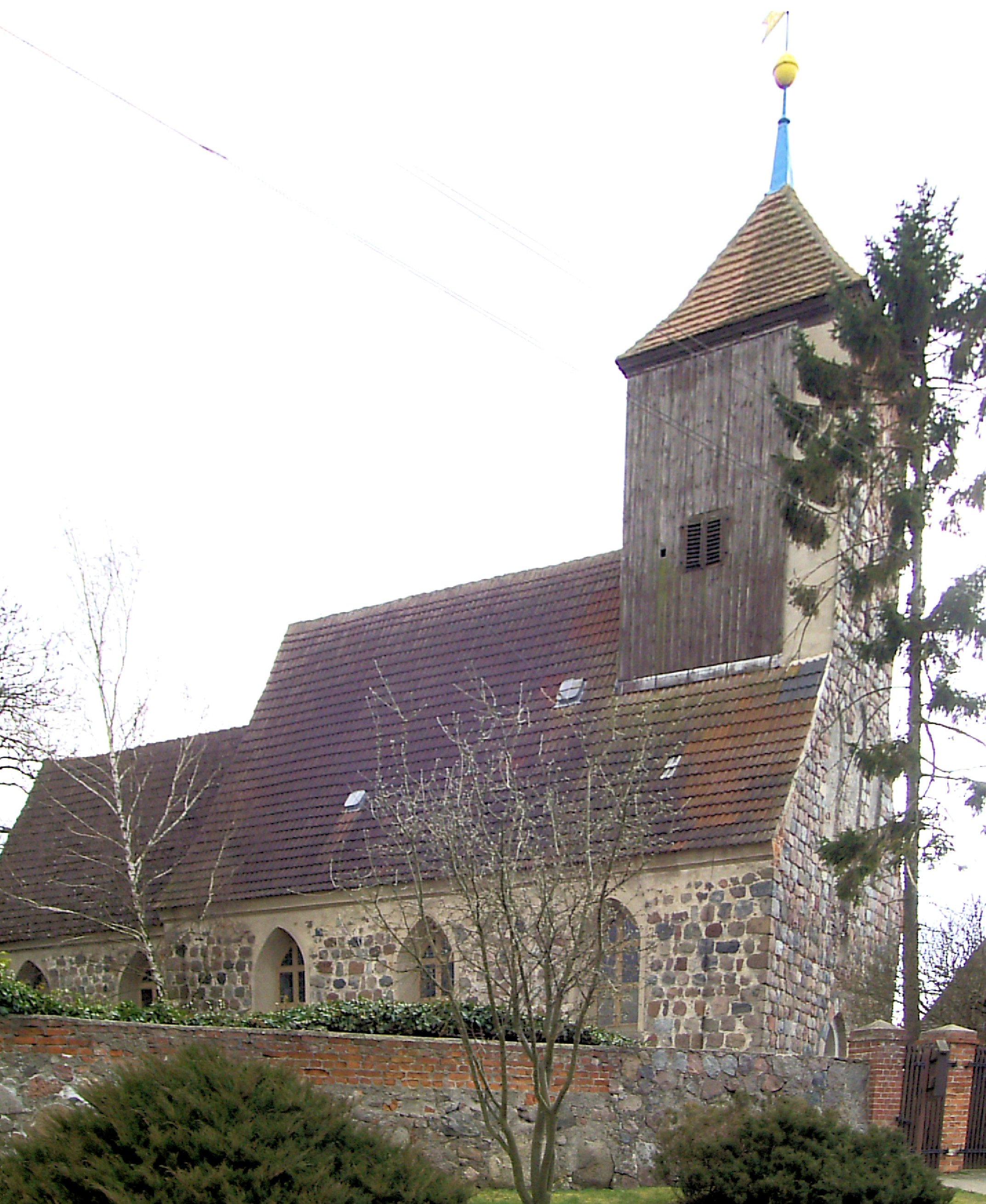
Fredersdorfer Kirche
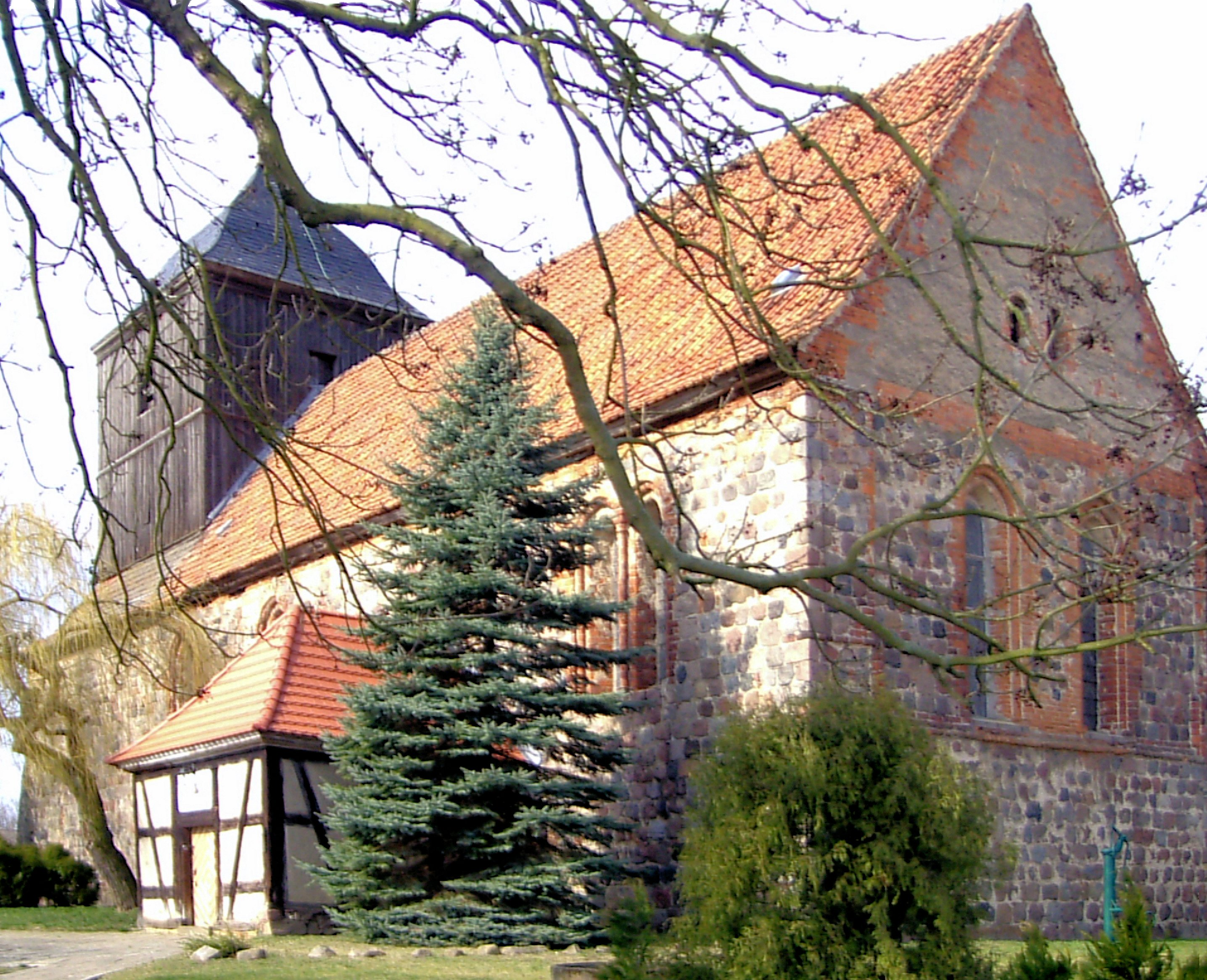
Golmer Kirche